# Campeonato Asiático de Atletismo de 1993
A 10ª edição do Campeonato Asiático de Atletismo foi realizado de 30 de novembro a 4 de dezembro de 1993 no Rizal Memorial Stadium, na cidade de Manila nas Filipinas.

## Medalhistas

### Masculino
| Evento                  | Ouro                                     | Ouro        | Prata                                        | Prata       | Bronze                                       | Bronze      |
| ----------------------- | ---------------------------------------- | ----------- | -------------------------------------------- | ----------- | -------------------------------------------- | ----------- |
| 100 metros              | Talal Mansour · Catar                    | 10.22       | Li Tao · China                               | 10.38       | Lin Wei · China                              | 10.46       |
| 200 metros              | Huang Danwei · China                     | 20.83       | Koichi Konakatomi · Japão                    | 20.98       | Zhao Cunlin · China                          | 21.07       |
| 400 metros              | Ibrahim Ismail Muftah · Catar            | 45.55       | Son Ju-Il Coreia do Sul                      | 46.47       | Koji Ito · Japão                             | 46.63       |
| 800 metros              | Lee Jin-Il Coreia do Sul                 | 1:48.24     | Kim Yong-Hwan Coreia do Sul                  | 1:49.03     | Malek Shirmoradifar Irão                     | 1:49.40     |
| 1 500 metros            | Kim Soon-Hyung Coreia do Sul             | 3:38.60     | Bahadur Prasad · Índia                       | 3:38.95     | Ahmed Ibrahim Warsama · Catar                | 3:43.02     |
| 5 000 metros            | Bahadur Prasad · Índia                   | 13:41.70    | Alyan Sultan Al-Qahtani · Arábia Saudita     | 13:48.03    | Mohammed Amer Ahmed · Emirados Árabes Unidos | 13:49.74    |
| 10 000 metros           | Alyan Sultan Al-Qahtani · Arábia Saudita | 29:48.05    | Munusamy Ramachandran · Malásia              | 30:16.08    | Baek Seung-Do Coreia do Sul                  | 30:24.02    |
| 110 metros barreiras    | Li Tong · China                          | 13.49       | Chen Yanhao · China                          | 13.66       | Yoshiaki Hoki · Japão                        | 13.93       |
| 400 metros barreiras    | Zid Abou Hamed Síria                     | 49.10       | Chanond Keanchan · Tailândia                 | 50.46       | Ali Ismail Doka · Catar                      | 50.89       |
| 3 000 metros obstáculos | Saad Shadad Al-Asmari · Arábia Saudita   | 8:32.08     | Mohammed Amer Ahmed · Emirados Árabes Unidos | 8:39.02     | Hamid Sajjadi Irão                           | 8:43.29     |
| 4×100 metros estafetas  | China                                    | 39.47       | Japão                                        | 39.65       | Tailândia                                    | 40.02       |
| 4×400 metros estafetas  | Japão                                    | 3:09.03     | Arábia Saudita                               | 3:10.25     | Sri Lanka                                    | 3:10.49     |
| 20 km marcha            | Chen Shaoguo · China                     | 1:26:29.69t | Hirofumi Sakai · Japão                       | 1:28:31.26t | Sergey Korepanov · Cazaquistão               | 1:29:06.36t |
| Salto em altura         | Lee Jin-Taek Coreia do Sul               | 2.24        | Xu Yang · China                              | 2.21        | Stanilov Mingosan · Cazaquistão              | 2.18        |
| Salto à vara            | Grigoriy Yegorov · Cazaquistão           | 5.70        | Igor Potapovich · Cazaquistão                | 5.50        | Kim Chul-Kyun Coreia do Sul                  | 5.20        |
| Salto em comprimento    | Nobuharu Asahara · Japão                 | 8.13        | Chao Chih-Kuo · Taipé Chinesa                | 8.09        | Nai Hui-Fang · Taipé Chinesa                 | 8.08        |
| Salto triplo            | Aleksey Fatyanov · Azerbaijão            | 16.89       | Oleg Sakirkin · Cazaquistão                  | 16.82       | Sergey Arzamasov · Cazaquistão               | 16.78       |
| Lançamento do peso      | Liu Hao · China                          | 19.04       | Bilal Saad Mubarak · Catar                   | 18.28       | Sergey Kot · Uzbequistão                     | 17.85       |
| Lançamento do disco     | Ajit Bhaduria · Índia                    | 55.52       | Sergey Kot · Uzbequistão                     | 54.90       | Ma Wei · China                               | 54.32       |
| Lançamento do martelo   | Bi Zhong · China                         | 70.54       | Koji Murofushi · Japão                       | 65.54       | Nasser Abdul Al-Jarallah · Kuwait            | 60.42       |
| Lançamento do dardo     | Zhang Lianbiao · China                   | 78.92       | Vladimir Parfyonov · Uzbequistão             | 77.32       | Kota Suzuki · Japão                          | 74.78       |
| Decatlo                 | Oleg Veretelnikov · Uzbequistão          | 7601        | Ramil Ganiyev · Uzbequistão                  | 7558        | Kim Tae-Keun Coreia do Sul                   | 7397        |

### Feminino
| Evento                 | Ouro                              | Ouro     | Prata                          | Prata    | Bronze                                   | Bronze   |
| ---------------------- | --------------------------------- | -------- | ------------------------------ | -------- | ---------------------------------------- | -------- |
| 100 metros             | Tian Yumei · China                | 11.36    | Liu Xiaomei · China            | 11.49    | Wang Huei-Chen · Taipé Chinesa           | 11.60    |
| 200 metros             | Chen Zhaojing · China             | 23.24    | Damayanthi Dharsha · Sri Lanka | 23.29    | Wang Huei-Chen · Taipé Chinesa           | 23.42    |
| 400 metros             | Ma Yuqin · China                  | 51.23    | Rabia Abdul Salam · Malásia    | 52.56    | Kalawati "Kutty" Saramma · Índia         | 52.83    |
| 800 metros             | Liu Li · China                    | 2:04.18  | Liu Huirong · China            | 2:04.32  | Sriyani Dhammika Menike · Sri Lanka      | 2:04.90  |
| 1 500 metros           | Yan Wei · China                   | 4:17.78  | Ichikawa Yosuika · Japão       | 4:19.66  | Molly Chacko · Índia                     | 4:20.98  |
| 3 000 metros           | Qu Yunxia · China                 | 9:15.74  | Zhang Linli · China            | 9:16.19  | Molly Chacko · Índia                     | 9:24.57  |
| 10 000 metros          | Wang Junxia · China               | 34:19.32 | Zhang Lirong · China           | 35:28.99 | Palaniappan Jayanthi · Malásia           | 36:14.84 |
| 100 metros barreiras   | Zhang Yu · China                  | 13.07    | Sriyani Kulawansa · Sri Lanka  | 13.38    | Olga Shishigina · Cazaquistão            | 13.57    |
| 400 metros barreiras   | Natalya Torshina · Cazaquistão    | 56.70    | Leng Xueyan · China            | 57.02    | Reawadee Watanasin (Srithoa) · Tailândia | 58.90    |
| 4×100 metros estafetas | China                             | 43.84    | Taipé Chinesa                  | 45.12    | Índia                                    | 45.34    |
| 4×400 metros estafetas | China                             | 3:33.76  | Índia                          | 3:36.06  | Malásia                                  | 3:41.66  |
| 10 km marcha           | Gao Hongmiao · China              | 47:08.98 | Li Chunxiu · China             | 48:01.14 | Yuka Mitsumori · Japão                   | 48:03.02 |
| Salto em altura        | Svetlana Zalevskaya · Cazaquistão | 1.92     | Svetlana Ruban · Uzbequistão   | 1.92     | Chinami Sadahiro · Japão                 | 1.89     |
| Salto em comprimento   | Yao Weili · China                 | 6.73     | Yelina Selina · Cazaquistão    | 6.49     | Elma Muros · Filipinas                   | 6.29     |
| Salto triplo           | Ren Ruiping · China               | 14.05    | Kim Hyu-In Coreia do Sul       | 12.69    | Nor Aishah Ismail · Malásia              | 12.45    |
| Lançamento do peso     | Zhang Liuhong · China             | 18.68    | Lee Myung-Sun Coreia do Sul    | 16.08    | Aya Suzuki · Japão                       | 15.13    |
| Lançamento do disco    | Cao Qi · China                    | 61.58    | Zhao Yonghua · China           | 57.78    | Ikuko Kitamori · Japão                   | 50.40    |
| Lançamento do dardo    | Zhang Li · China                  | 62.14    | Oksana Yarygina · Uzbequistão  | 59.84    | Xiao Yanha · China                       | 57.44    |
| Heptatlo               | Ghada Shouaa Síria                | 6259     | Wu Shulin · China              | 5479     | Ma Chun-Ping · Taipé Chinesa             | 5376     |

## Quadro de medalhas
| Ordem | País                   | Medalha de ouro | Medalha de prata | Medalha de bronze | Total |
| ----- | ---------------------- | --------------- | ---------------- | ----------------- | ----- |
| 1     | China                  | 23              | 11               | 4                 | 38    |
| 2     | Coreia do Sul          | 3               | 4                | 3                 | 10    |
| 3     | Cazaquistão            | 3               | 3                | 4                 | 10    |
| 4     | Japão                  | 2               | 5                | 7                 | 14    |
| 5     | Índia                  | 2               | 2                | 4                 | 8     |
| 6     | Arábia Saudita         | 2               | 2                | 0                 | 4     |
| 7     | Catar                  | 2               | 1                | 2                 | 5     |
| 8     | Síria                  | 2               | 0                | 0                 | 2     |
| 9     | Uzbequistão            | 1               | 5                | 1                 | 7     |
| 10    | Azerbaijão             | 1               | 0                | 0                 | 1     |
| 11    | Taipé Chinesa          | 0               | 2                | 4                 | 6     |
| 12    | Malásia                | 0               | 2                | 3                 | 5     |
| 13    | Sri Lanka              | 0               | 2                | 2                 | 4     |
| 14    | Tailândia              | 0               | 1                | 2                 | 3     |
| 15    | Emirados Árabes Unidos | 0               | 1                | 1                 | 2     |
| 16    | Irão                   | 0               | 0                | 2                 | 2     |
| =17   | Filipinas              | 0               | 0                | 1                 | 1     |
| =17   | Kuwait                 | 0               | 0                | 1                 | 1     |
| Total | Total                  | 41              | 41               | 41                | 123   |